# Fußball-Brandenburgliga 2017/18
Die Brandenburgliga 2017/18 war die 28. Spielzeit und die zehnte als sechsthöchste Spielklasse im Fußball der Männer. Sie begann am 18. August 2017 mit dem Spiel SV Falkensee-Finkenkrug gegen den Oranienburger FC Eintracht 1901 und endete am 16. Juni 2018 mit dem 30. Spieltag.
Der Ludwigsfelder FC wurde in dieser Saison zum zweiten Mal Landesmeister in Brandenburg und stieg damit in die Fußball-Oberliga Nordost auf. Der TuS 1896 Sachsenhausen errang, mit 15 Punkten Rückstand, die Vizemeisterschaft. Zur Winterpause führte Ludwigsfelder FC nach der Hinrunde die Tabelle der Brandenburgliga an und errang damit den inoffiziellen Titel des Herbstmeisters.
Als Absteiger standen nach dem 30. Spieltag der SC Eintracht Miersdorf/Zeuthen, FC Stahl Brandenburg, Breesener SV Guben Nord und der RSV Waltersdorf 1909 fest und mussten in die Landesliga absteigen.

## Teilnehmer
An der Spielzeit 2017/18 nahmen insgesamt 16 Vereine teil.
| ▼Absteiger aus der Oberliga Nordost 2016/17 |
| ------------------------------------------- |
| SV Germania 90 Schöneiche Fn. 1             |

| Mannschaften der Brandenburgliga 2016/17 | Mannschaften der Brandenburgliga 2016/17 | Mannschaften der Brandenburgliga 2016/17 |
| ---------------------------------------- | ---------------------------------------- | ---------------------------------------- |
| TuS 1896 Sachsenhausen                   | Ludwigsfelder FC                         | TSG Einheit Bernau                       |
| RSV Waltersdorf 1909                     | Märkischer SV 1919 Neuruppin             | SG Union Klosterfelde                    |
| Oranienburger FC Eintracht 1901          | Breesener SV Guben Nord                  | FV Preussen Eberswalde                   |
| SV Falkensee-Finkenkrug                  | Werderaner FC Viktoria 1920              | SC Eintracht Miersdorf/Zeuthen           |
| FC Stahl Brandenburg                     | FC Eisenhüttenstadt Fn. 2                |                                          |

| ▲Aufsteiger aus der Landesliga 2016/17 | ▲Aufsteiger aus der Landesliga 2016/17 |
| -------------------------------------- | -------------------------------------- |
| FSV Bernau                             | SV Grün-Weiß Lübben                    |

## Spielstätten
Die Spielstätten sind nach den Kapazitäten sortiert.
| Logo | Verein                          | Stadion                        | Standort                 | Kapazität |
| ---- | ------------------------------- | ------------------------------ | ------------------------ | --------- |
|      | FC Stahl Brandenburg            | Stadion am Quenz               | Brandenburg/Havel        | 15.500    |
|      | FC Eisenhüttenstadt             | Stadion der Hüttenwerker       | Eisenhüttenstadt         | 10.000    |
|      | Ludwigsfelder FC                | Waldstadion                    | Ludwigsfelde             | 7.868     |
|      | Märkischer SV 1919 Neuruppin    | Volksparkstadion               | Neuruppin                | 5.000     |
|      | FV Preussen Eberswalde          | Westend-Stadion                | Eberswalde               | 4.000     |
|      | Werderaner FC Viktoria 1920     | Arno-Franz-Sportplatz          | Werder/Havel             | 3.000     |
|      | TSG Einheit Bernau              | Sportplatz am Wasserturm       | Bernau bei Berlin        | 3.000     |
|      | SV Grün-Weiß Lübben             | Stadion der Völkerfreundschaft | Lübben (Spreewald)       | 3.000     |
|      | FSV Bernau                      | Sportplatz Rehberge            | Bernau bei Berlin        | 2.500     |
|      | Oranienburger FC Eintracht 1901 | Lehnitzsee Immobilien Arena    | Oranienburg              | 2.200     |
|      | TuS 1896 Sachsenhausen          | ELGORA-Stadion                 | Sachsenhausen            | 2.100     |
|      | SV Falkensee-Finkenkrug         | Sportplatz Leistikowstraße     | Falkensee                | 2.000     |
|      | SC Eintracht Miersdorf/Zeuthen  | Sportplatz Miersdorf           | Zeuthen                  | 2.000     |
|      | SG Union Klosterfelde           | Sportplatz an der Mühlenstraße | Klosterfelde             | 2.000     |
|      | Breesener SV Guben Nord         | Sportanlage an der Baumschule  | Guben                    | 1.500     |
|      | RSV Waltersdorf 1909            | HDS-Arena                      | Waltersdorf (Schönefeld) | 1.500     |

## Abschlusstabelle
| Pl. | Verein                          | Sp. | S  | U | N  | Tore    | Diff. | Punkte | Anm. |
| --- | ------------------------------- | --- | -- | - | -- | ------- | ----- | ------ | ---- |
| 1.  | Ludwigsfelder FC                | 30  | 23 | 4 | 3  | 063:130 | +50   | 73     | ▲    |
| 2.  | TuS 1896 Sachsenhausen          | 30  | 17 | 7 | 6  | 065:390 | +26   | 58     |      |
| 3.  | TSG Einheit Bernau              | 30  | 16 | 6 | 8  | 065:430 | +22   | 54     |      |
| 4.  | Märkischer SV 1919 Neuruppin    | 30  | 16 | 4 | 10 | 081:490 | +32   | 52     |      |
| 5.  | FSV Bernau (N)                  | 30  | 15 | 4 | 11 | 045:410 | +4    | 49     |      |
| 6.  | SV Grün-Weiß Lübben (N)         | 30  | 12 | 8 | 10 | 052:500 | +2    | 44     |      |
| 7.  | Oranienburger FC Eintracht 1901 | 30  | 11 | 8 | 11 | 049:570 | −8    | 41     |      |
| 8.  | FV Preussen Eberswalde          | 30  | 11 | 7 | 12 | 046:510 | −5    | 40     |      |
| 9.  | Werderaner FC Viktoria 1920     | 30  | 11 | 7 | 12 | 052:600 | −8    | 40     |      |
| 10. | SG Union Klosterfelde           | 30  | 10 | 8 | 12 | 044:510 | −7    | 38     |      |
| 11. | SV Falkensee-Finkenkrug         | 30  | 10 | 5 | 15 | 059:510 | +8    | 35     |      |
| 12. | FC Eisenhüttenstadt             | 30  | 8  | 9 | 13 | 051:640 | −13   | 33     |      |
| 13. | RSV Waltersdorf 1909            | 30  | 9  | 6 | 15 | 046:630 | −17   | 33     | ▼    |
| 14. | Breesener SV Guben Nord         | 30  | 9  | 5 | 16 | 038:520 | −14   | 32     | ▼    |
| 15. | FC Stahl Brandenburg            | 30  | 7  | 7 | 16 | 041:640 | −23   | 28     | ▼    |
| 16. | SC Eintracht Miersdorf/Zeuthen  | 30  | 5  | 5 | 20 | 031:800 | −49   | 20     | ▼    |

| (N) | Aufsteiger aus der Landesliga 2016/17 |

## Kreuztabelle
Die Kreuztabelle stellt die Ergebnisse aller Spiele dieser Saison dar. Die Heimmannschaft ist in der linken Spalte, die Gastmannschaft in der oberen Zeile aufgelistet.
| 2017/18                         | TuS 1896 Sachsenhausen | Ludwigsfelder FC | TSG Einheit Bernau | RSV Waltersdorf 1909 | Märkischer SV 1919 Neuruppin | SG Union Klosterfelde | Oranienburger FC Eintracht 1901 | Breesener SV Guben Nord | FV Preussen Eberswalde | Werderaner FC Viktoria 1920 | SV Falkensee-Finkenkrug | SC Eintracht Miersdorf/Zeuthen | FC Stahl Brandenburg | FC Eisenhüttenstadt | FSV Bernau | SV Grün-Weiß Lübben |
| ------------------------------- | ---------------------- | ---------------- | ------------------ | -------------------- | ---------------------------- | --------------------- | ------------------------------- | ----------------------- | ---------------------- | --------------------------- | ----------------------- | ------------------------------ | -------------------- | ------------------- | ---------- | ------------------- |
| TuS 1896 Sachsenhausen          |                        | 2:1              | 4:1                | 1:1                  | 2:1                          | 1:1                   | 4:1                             | 4:0                     | 2:0                    | 4:0                         | 1:5                     | 3:2                            | 3:0                  | 3:2                 | 3:0        | 1:2                 |
| Ludwigsfelder FC                | 0:0                    |                  | 3:0                | 3:0                  | 4:3                          | 5:0                   | 3:0                             | 3:0                     | 2:0                    | 3:1                         | 3:0                     | 1:0                            | 4:1                  | 4:0                 | 0:2        | 1:1                 |
| TSG Einheit Bernau              | 2:2                    | 0:2              |                    | 4:0                  | 2:3                          | 4:2                   | 5:1                             | 6:1                     | 2:0                    | 2:1                         | 3:1                     | 5:0                            | 4:1                  | 1:1                 | 2:2        | 4:1                 |
| RSV Waltersdorf 1909            | 2:3                    | 0:3              | 3:2                |                      | 2:3                          | 1:1                   | 1:1                             | 2:0                     | 6:0                    | 2:1                         | 1:6                     | 0:2                            | 0:0                  | 6:2                 | 1:4        | 3:1                 |
| Märkischer SV 1919 Neuruppin    | 1:1                    | 1:0              | 0:2                | 3:0                  |                              | 0:0                   | 0:0                             | 3:2                     | 8:1                    | 2:4                         | 4:1                     | 3:4                            | 3:0                  | 4:2                 | 1:1        | 8:1                 |
| SG Union Klosterfelde           | 1:3                    | 0:1              | 0:4                | 0:2                  | 1:5                          |                       | 1:1                             | 2:1                     | 1:0                    | 2:3                         | 0:0                     | 3:4                            | 2:1                  | 0:0                 | 2:3        | 2:3                 |
| Oranienburger FC Eintracht 1901 | 2:0                    | 1:1              | 2:2                | 4:2                  | 5:4                          | 1:3                   |                                 | 0:0                     | 4:1                    | 0:4                         | 3:0                     | 2:0                            | 2:2                  | 3:0                 | 0:1        | 1:0                 |
| Breesener SV Guben Nord         | 3:1                    | 0:2              | 0:1                | 2:1                  | 4:2                          | 2:4                   | 3:0                             |                         | 0:3                    | 1:1                         | 1:0                     | 1:1                            | 3:2                  | 3:0                 | 0:3        | 2:1                 |
| FV Preussen Eberswalde          | 0:1                    | 0:2              | 4:1                | 3:1                  | 0:1                          | 1:1                   | 6:3                             | 1:0                     |                        | 1:1                         | 3:2                     | 4:1                            | 5:3                  | 2:0                 | 0:1        | 2:0                 |
| Werderaner FC Viktoria 1920     | 0:0                    | 1:2              | 1:2                | 5:1                  | 4:1                          | 1:4                   | 1:1                             | 0:5                     | 0:4                    |                             | 3:2                     | 2:0                            | 2:1                  | 1:1                 | 1:2        | 1:3                 |
| SV Falkensee-Finkenkrug         | 2:4                    | 0:3              | 2:0                | 1:1                  | 3:2                          | 0:1                   | 0:3                             | 2:2                     | 3:0                    | 2:3                         |                         | 3:0                            | 5:1                  | 1:1                 | 1:2        | 2:1                 |
| SC Eintracht Miersdorf/Zeuthen  | 0:4                    | 0:2              | 0:1                | 1:3                  | 0:3                          | 0:3                   | 3:1                             | 1:1                     | 0:0                    | 1:4                         | 1:1                     |                                | 3:2                  | 2:5                 | 1:4        | 1:1                 |
| FC Stahl Brandenburg            | 1:2                    | 0:1              | 0:1                | 1:1                  | 1:0                          | 0:2                   | 3:2                             | 2:1                     | 1:1                    | 2:2                         | 2:1                     | 6:1                            |                      | 1:1                 | 2:1        | 1:1                 |
| FC Eisenhüttenstadt             | 4:3                    | 0:3              | 4:0                | 5:2                  | 0:3                          | 1:1                   | 4:0                             | 2:0                     | 1:1                    | 2:2                         | 0:10                    | 3:0                            | 7:1                  |                     | 0:2        | 1:1                 |
| FSV Bernau                      | 2:1                    | 0:1              | 0:0                | 0:1                  | 1:6                          | 3:2                   | 1:2                             | 1:0                     | 1:1                    | 0:2                         | 1:3                     | 3:1                            | 1:2                  | 1:0                 |            | 1:3                 |
| SV Grün-Weiß Lübben             | 2:2                    | 0:0              | 2:2                | 1:0                  | 1:3                          | 0:2                   | 2:3                             | 1:0                     | 2:2                    | 7:0                         | 1:0                     | 6:1                            | 2:1                  | 3:2                 | 2:1        |                     |

## Statistiken

### Torschützenliste
| Pl. | Spieler                 | Mannschaft                   | Tore |
| --- | ----------------------- | ---------------------------- | ---- |
| 1.  | Paul Döbbelin           | TuS 1896 Sachsenhausen       | 24   |
| 2.  | Paul van Humbeeck       | Ludwigsfelder FC             | 22   |
| 3.  | Rafael Conrado Prudente | Werderaner FC Viktoria 1920  | 21   |
| 4.  | Maximilian Schmidt      | Märkischer SV 1919 Neuruppin | 19   |
| 5.  | Romano Lindner          | SV Grün-Weiß Lübben          | 18   |

### Zuschauertabelle
Die Zuschauertabelle zeigt die besuchten Heimspiele an. Die Reihenfolge ist nach der Zuschaueranzahl sortiert.
| Pl.    | Verein | Verein                          | Zuschauer | ø pro Spiel | Auslastung |
| ------ | ------ | ------------------------------- | --------- | ----------- | ---------- |
| 01.    |        | TuS 1896 Sachsenhausen          | 3.527     | 235         | 11,2 %     |
| 02.    |        | Oranienburger FC Eintracht 1901 | 3.075     | 205         | 9,3 %      |
| 03.    |        | FSV Bernau                      | 2.657     | 177         | 7,1 %      |
| 04.    |        | Ludwigsfelder FC                | 2.594     | 173         | 2,2 %      |
| 05.    |        | SG Union Klosterfelde           | 2.407     | 160         | 8 %        |
| 06.    |        | Breesener SV Guben Nord         | 2.094     | 140         | 9,3 %      |
| 07.    |        | FV Preussen Eberswalde          | 2.007     | 134         | 3,3 %      |
| 08.    |        | SV Falkensee-Finkenkrug         | 1.887     | 126         | 6,3 %      |
| 09.    |        | SC Eintracht Miersdorf/Zeuthen  | 1.757     | 117         | 5,9 %      |
| 10.    |        | Märkischer SV 1919 Neuruppin    | 1.701     | 113         | 2,3 %      |
| 11.    |        | FC Eisenhüttenstadt             | 1.636     | 109         | 1,1 %      |
| 12.    |        | RSV Waltersdorf 1909            | 1.605     | 107         | 7,1 %      |
| 13.    |        | SV Grün-Weiß Lübben             | 1.461     | 97          | 3,2 %      |
| 14.    |        | TSG Einheit Bernau              | 1.402     | 93          | 3,1 %      |
| 15.    |        | Werderaner FC Viktoria 1920     | 1.179     | 79          | 2,6 %      |
| 16.    |        | FC Stahl Brandenburg            | 1.104     | 74          | 0,5 %      |
| Gesamt | Gesamt | Gesamt                          | 32.582    | 136         | 48,5 %     |